# دانيال فيفيان
دانيال فيفيان (بالإنجليزية: Daniel Vivian)‏ هو ممثل بريطاني، ولد في 17 يونيو 1963 بفوتشا في البوسنة والهرسك.

## أعمال

### أفلام
- (2000) رجال-إكس[4][5]

### مسلسلات
- البابا اليافع

## وصلات خارجية
- دانيال فيفيان على موقع IMDb (الإنجليزية)
- دانيال فيفيان على موقع ألو سيني (الفرنسية)
- دانيال فيفيان على موقع أول موفي (الإنجليزية)
- دانيال فيفيان على موقع قاعدة بيانات الفيلم (الإنجليزية)
- دانيال فيفيان على موقع كينوبويسك (الروسية)